# Heinz Schwarz
Heinz Schwarz (Arbon (Svizzera), 2 luglio 1920 – Satigny, 12 agosto 1994) è stato uno scultore e pittore svizzero.

## Biografia
Heinz era il maggiore dei cinque figli di Ernst Schwarz. Nato ad Arbon in Turgovia, cresce a Gerlafingen e a Solothurn. 
Dopo gli anni di scuola a Gerlafingen inizia a lavorare come apprendista litografo ad Aarau. 
Nel 1943 decide di dedicarsi alla modellazione e alla scultura, iniziando come autodidatta; si stabilisce a Ginevra dove affitta uno studio sul Boulevard Carl-Vogt e si associa alla sezione ginevrina della Società dei pittori e scultori svizzeri. 
Si sostiene con le borse di studio: negli anni 1949, 1952 e 1956 dalla Commissione federale per l'arte e nel 1954 da Kiefer-Hablitzel. 

A Zurigo collabora per un breve periodo con Karl Geiser, ma in seguito descriverà questo suo periodo come un errore. Prosegue inoltre la sua formazione con lo scultore Jakob Probst.
Dopo la Seconda guerra mondiale intraprende viaggi di studio in Italia (a Firenze, Orvieto, Roma e Pompei), in Francia e in Egitto. Tornato a Ginevra, prende in gestione lo studio dell'artista Max Weber (1897-1982) in Rue du Stand.
Nel 1951 il Kunstverein Solothurn acquista il disegno Gizeh, che Schwarz aveva eseguito quell'anno stesso durante il suo viaggio in Egitto; altre opere saranno acquistate dal museo nel corso degli anni Cinquanta.
Nel 1955, il Torso femminile (1947-49) entra in comodato permanente alla Confederazione Svizzera. Nel corso degli anni Sessanta altre sue opere entrano nelle collezioni di enti cantonali e locali. 
Nel 1968 apre uno studio a Onex e nel 1993 diventa cittadino onorario del comune.

Nella sua casa di Châteauneuf-Grasse si dedica anche alla pittura.
Nel 1972 l'artista fa dono della piccola scultura Cavaliere con cavallo al pascolo.
Nel 1978 riceve il Premio d'arte del Cantone di Solothurn.
Le Poste svizzere acquistano il suo bronzo Giovane donna per decorare l'ufficio postale di Villars-sur-Ollon.
Nel 1992 il Kunstmuseum Solothurn ha ospitato una sua retrospettiva completa e, in occasione del suo centesimo compleanno, gli ha dedicato un'altra mostra nel 2020.

## Sculture
Le sue prime sculture sono di gusto arcaico.
Dagli anni Sessanta inizia a sviluppare il tema di adolescenti e di giovani donne e comincia ad intitolare le sue sculture con i nomi delle relative modelle.

Le sculture più tarde mostrano un’accentuata lunghezza degli arti unita a volumi più sottili dei corpi.
Molte sue opere si trovano nei parchi pubblici del Cantone di Ginevra, acquistati dalla città. Altre sono in altri luoghi pubblici svizzeri acquistate per mecenatismo di enti pubblici. 
- Cavallo e cavaliere (1965), bronzo, Fegetz-Allée,  Solothurn)
- Giovane donna 67 (1967), bronzo, Promenade de Saint-Jean, Ginevra
- Giovane donna (1973), bronzo, Place Georg Solti, Villars-sur-Ollon
- Clémentine (1974), bronzo, place du Bourg-de-Four, Ginevra
- L'adolescente ed il cavallo (1976), bronzo, quai Wilson, Ginevra
- Corinne (1976), bronzo, Chemin Galiffe, Ginevra
- Daniela (1977), Parc de la mairie, Lancy
- Béatrice 11 (1977)
- Christine Z (1982), bronzo, Villa Le Chêne, Ginevra
- Giovane donna sdraiata (1989)

## Galleria d'immagini

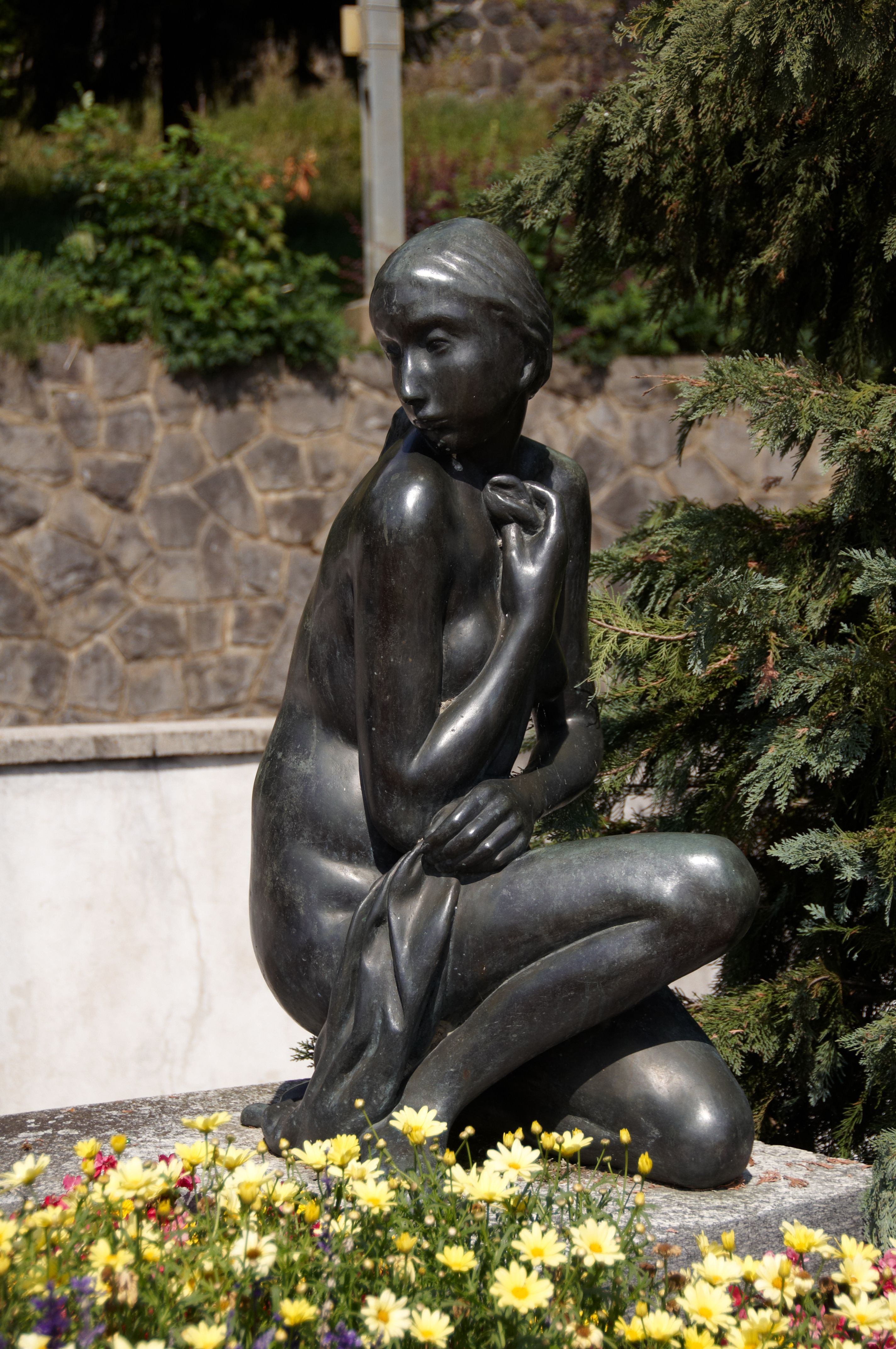
Giovane donna,1973 Villars-sur-Ollon
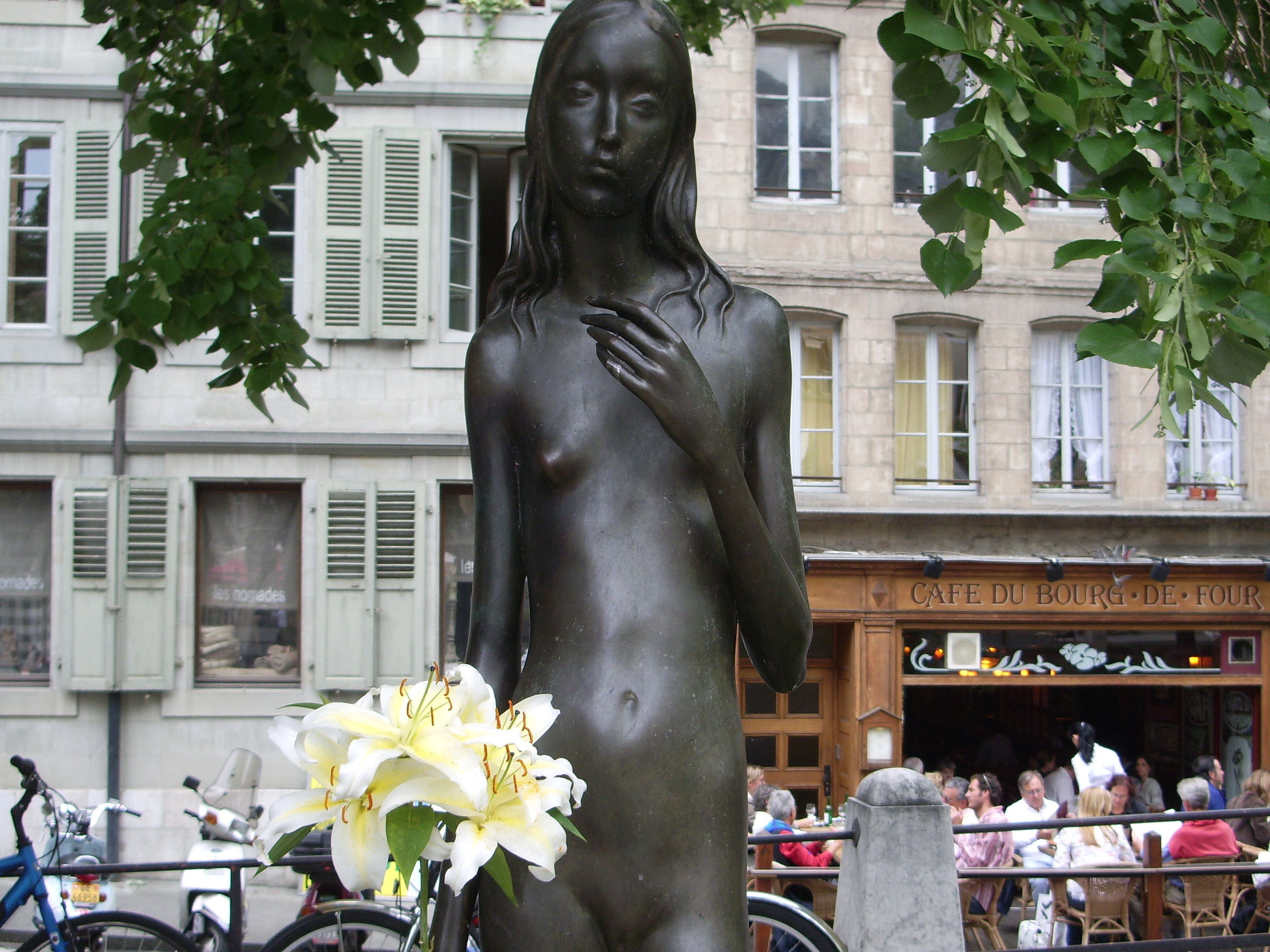
Clementine, 1974 Ginevra
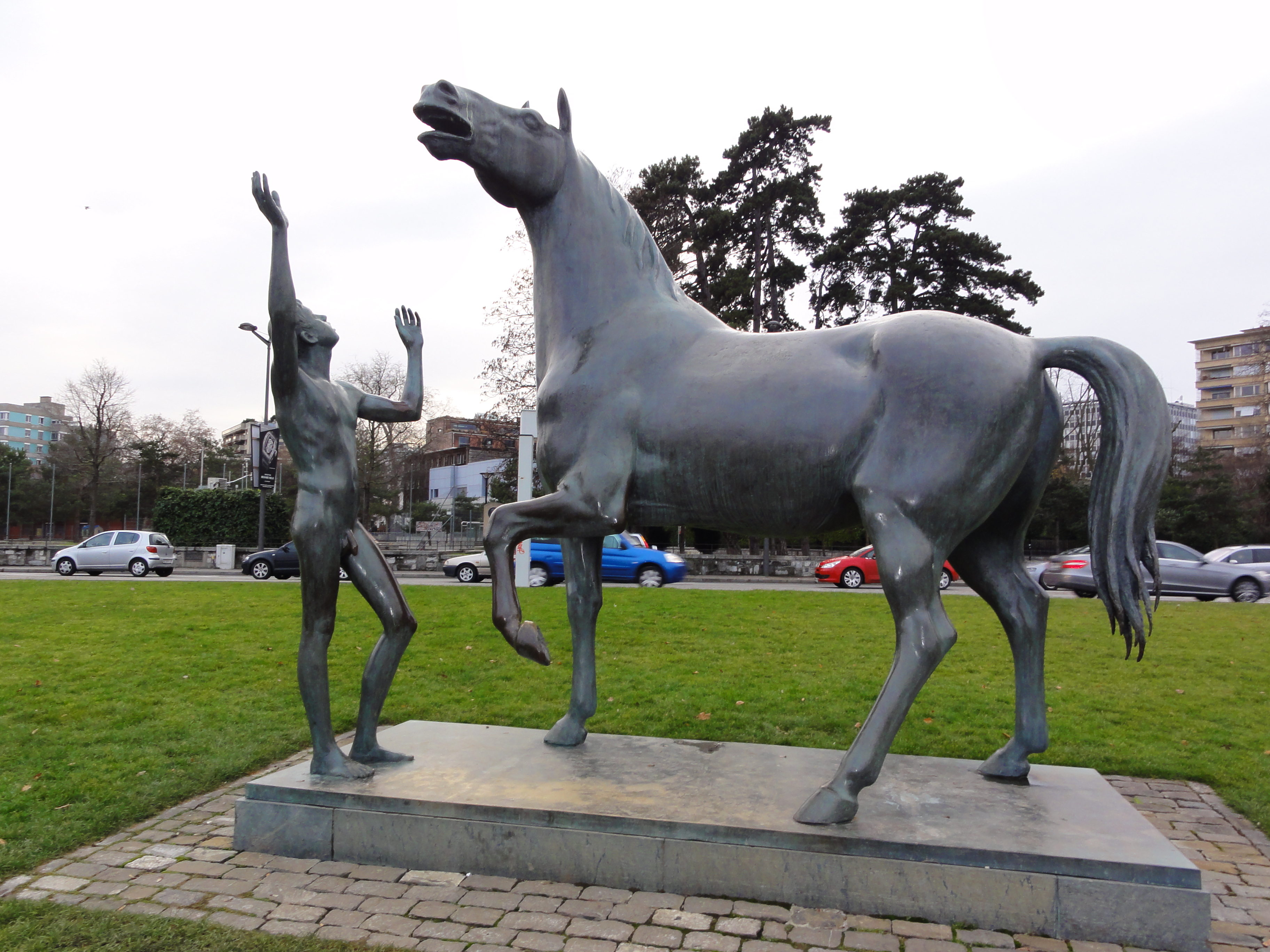
L'adolescente ed il cavallo,1976 Ginevra
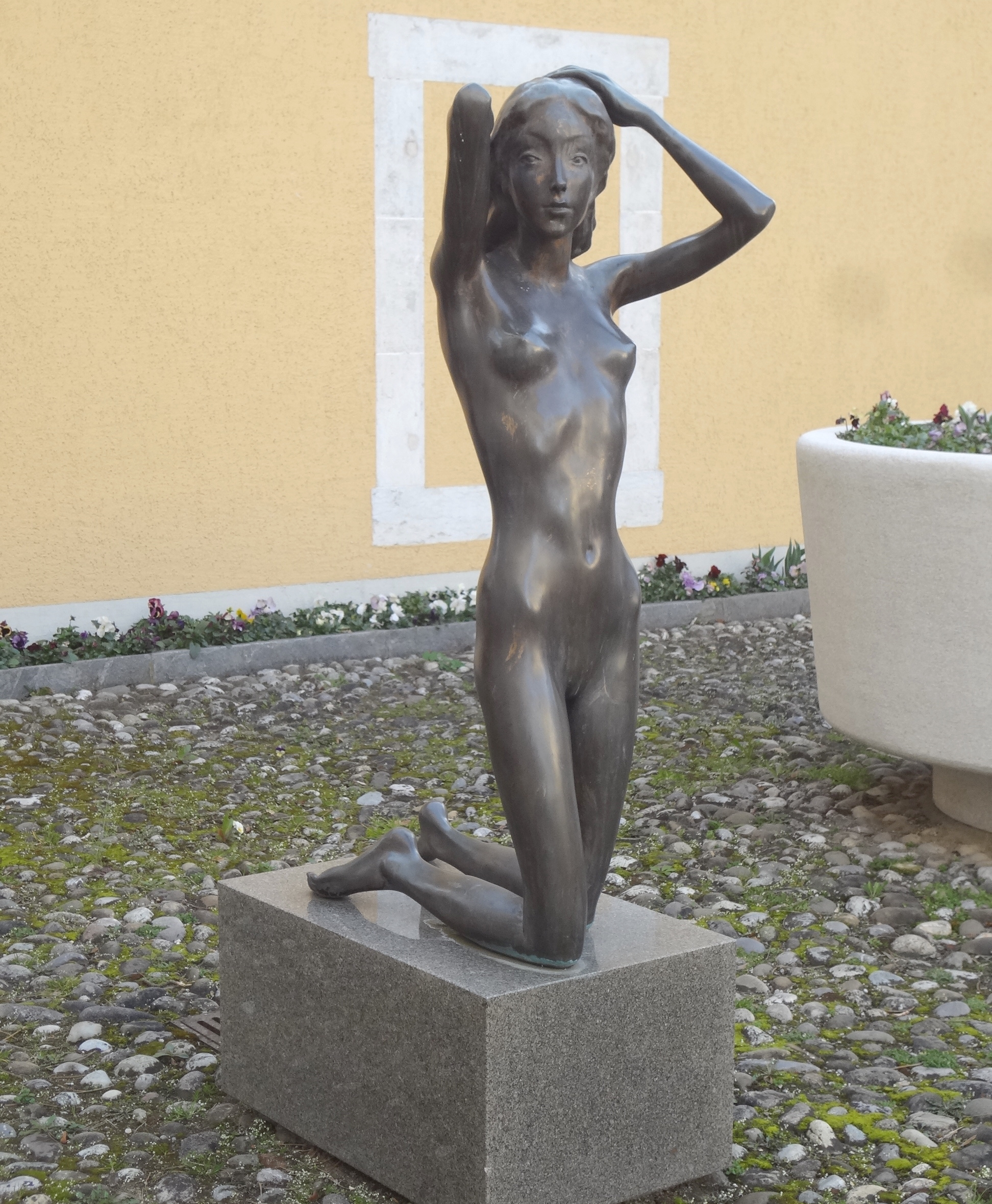
Fanciulla inginocchiata, Onex
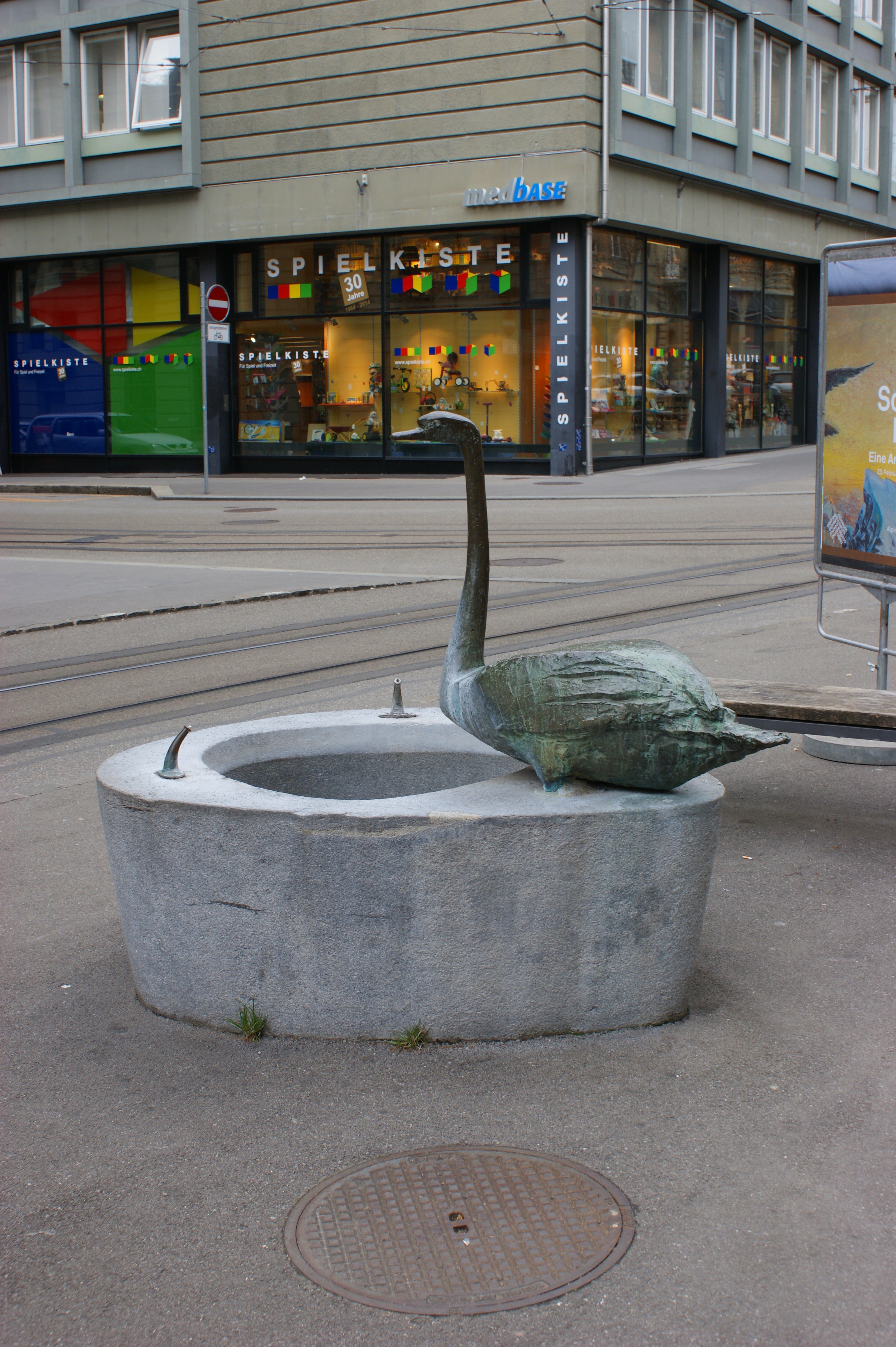
Fontana Berna
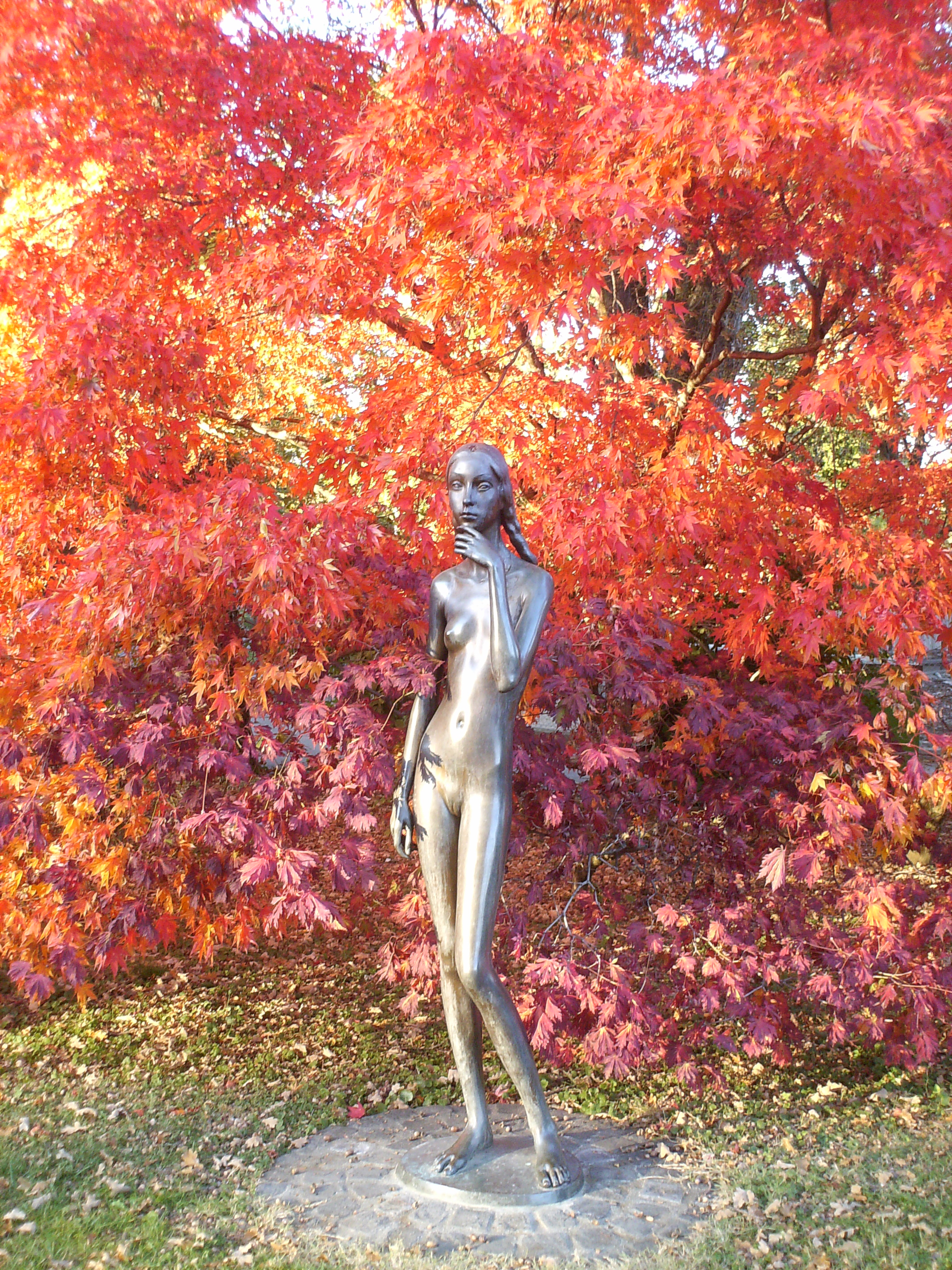
Christine Z, 1982 Ginevra